# 岩本久人
岩本 久人（いわもと ひさと、1943年3月21日 - 2024年4月22日）は、日本の政治家、元参議院議員(1期)。

## 来歴
島根県出身。1962年、県立浜田高校卒。同年島根県庁入り、県庁に勤務しながら法政大学法学部に通信制で学ぶ（のち中退）。労働組合に入り、書記長、自治労中国地連事務局長となる。1979年、日本社会党から島根県議会議員に当選。3期務める。
1989年の第15回参議院議員通常選挙で島根選挙区から無所属で立候補して当選。日本社会党・護憲共同会派に入る。1993年2月、「山花『シャドーキャビネット』」で地方分権担当大臣に就任。1995年の第17回参議院議員通常選挙で落選した。
2000年の第42回衆議院議員総選挙に無所属の会から立候補したが落選。その後は社会福祉法人理事長、民主党島根県連役員を歴任した。
2013年4月の春の叙勲で旭日中綬章を受章。
2024年4月22日、肝不全のため、松江市内の自宅で死去した。81歳没。死没日付をもって正五位に叙された。